# Baixkir
El baixkir (baixkir: Башҡорт теле o Basqort tele) és una llengua turquesa parlada pels baixkirs, que a la república de Baixkíria o Baixkortostan (Federació Russa), amb algunes comunitats disperses per les repúbliques exsoviètiques. S'escriu amb alfabet ciríl·lic amb les lletres pròpies Ҙ ҙ, Ә ә, Ө ө, Ү ү, Ғ ғ, Ҡ ҡ, Ң ң, Ҙ ҙ, Ҫ ҫ, Һ һ, tot i que s'intenta un canvi al llatí. És parlada per aproximadament 1.047.000 persones com a primera llengua i per 26.737 més com a segona llengua. Es divideix en dos dialectes:
- Jurmata, parlat al sud del país
- Kuvakan, parlat a l'est.

Segons dades del cens soviètic del 1989, hi havia 645.351 parlants de baixkir a Baixkíria, 135.798 a l'óblast de Txeliabinsk, 46.029 a l'óblast d'Orenburg, 29.430 a l'óblast de Tiumén, 24.365 a l'óblast de Sverdlovsk 16.544 a l'óblast de Kurgan, 14.936 al krai de Perm i 10.816 al Tatarstan.

## Característiques
Té una consonància semblant a la del kazakh. Les principals característiques fonològiques són:
- Tenen vocals febles: ï, ĕ, ŏ i ö.
- Correspondència i, u, ü amb el turc e, o, ö
- Tenen una a bilabialitzada, com el tàtar.
- Tenen una interdental fricativa th i dth, pel turc s i z.
- Correspondència de s amb el turc Š
- Presenta harmonia vocàlica

El baixkir és una llengua SOV aglutinant. Els substantius es declinen en els casos nominatiu, genitiu, datiu, acusatiu, locatiu i ablatiu.
Històricament, les vocals mitjanes del turc antic han augmentat de mitja a alta, mentre que les vocals altes del turc antic s'han convertit en la sèrie mitjana reduïda al Baixkir, com també han passat a Tàtar.